# Akkojärvi
Akkojärvi eller Akko är en del av sjön Kiantajärvi i Finland. Den förbinder Juntusjärvi med Saukonselkä och vidare ut i Kiantajärvi. Den ligger i kommunen Suomussalmi i landskapet Kajanaland, i den nordöstra delen av landet, 600 km norr om huvudstaden Helsingfors. Akkojärvi ligger 213 meter över havet.